# Suore francescane dello Spirito Santo
Le Suore Francescane dello Spirito Santo (in francese Franciscaines du Saint-Esprit de Montpellier) sono un istituto religioso femminile di diritto pontificio.

## Storia

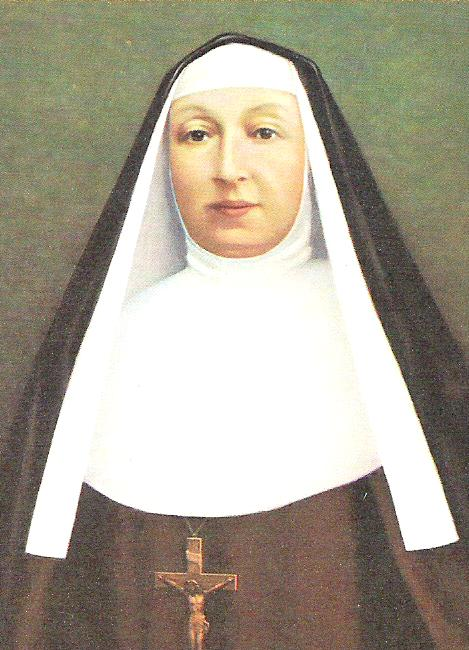
Francesca dello Spirito Santo, al secolo Caroline Baron, fondatrice della congregazione

La congregazione fu fondata a Saint-Chinian il 19 marzo 1861 da Caroline Baron (1820-1882), in religione madre Francesca dello Spirito Santo, con l'approvazione di Charles-Thomas Thibault, vescovo di Montpellier.
Il 15 aprile 1861 la fondatrice, insieme con quattro compagne, aprì una scuola nel castello di Montpellier, che rimase la casa madre dell'istituto fino al 1895.
Le francescane dello Spirito Santo si diffusero rapidamente nel Mezzogiorno della Francia. La prima casa all'estero fu aperta nel 1903 in Spagna e nel 1940 le prime missionarie della congregazione si stabilirono in Perù.
La congregazione, aggregata all'Ordine dei frati minori cappuccini dal 10 settembre 1920, ricevette il pontificio decreto di lode nel 1930; l'approvazione definitiva dell'istituto e delle sue costituzioni giunse nel 1939.

## Attività e diffusione
Le suore si dedicano principalmente all'istruzione della gioventù e all'assistenza ad ammalati e poveri.
Sono presenti in Europa (Francia, Italia, Spagna), in Africa (Centrafrica, Congo) e nelle Americhe (Colombia, Perù); la sede generalizia è a Miranda de Ebro.
Alla fine del 2008 la congregazione contava 282 religiose in 46 case.